# Franziska Kett
Franziska Kett (Deggendorf, 24 ottobre 2004) è una calciatrice tedesca, attaccante del Bayern Monaco e della nazionale tedesca Under-20.

## Carriera

### Club
Kett ha iniziato a giocare a calcio nell'FC Edenstetten, società dell'omonimo villaggio del comune di Bernried, circondario di Deggendorf, nella bassa Baviera. In seguito si trasferisce allo SpVgg Grün-Weiß Deggendorf, con il quale gioca nelle formazioni giovanili miste  fino al 2020, alla fascia d'età Under-15, quella massima consentita dal regolamento per giocare assieme ai ragazzi.
Notata dagli osservatori del Bayern Monaco, viene ingaggiata dal club di Monaco di Baviera per la stagione 2020-2021, giocando così per la prima volta in una formazione completamente femminile, quella Under-17. Prima di essere definitivamente aggregata, nella stagione successiva, alla squadra riserve (Bayern Monaco II) ha esordito in 2. Frauen-Bundesliga, secondo livello del campionato tedesco di categoria il 6 giugno 2021, alla 18ª giornata, rilevando Annika Wohner al 77' nella sconfitta per 2-1 con l'Eintracht Francoforte II. Nella stagione 2021-2022 viene impiegata con regolarità, maturando 15 presenze, nel campionato cadetto, e siglando 6 reti, la prima delle quali alla 5ª giornata, il 26 settembre 2021, quando al 22' apre le marcature nella vittoria casalinga per 4-1 in casa con il Wolfsburg II.
Nel marzo 2022 ha firmato il suo primo contratto da professionista con il Bayern Monaco. Benché fosse stata messa in rosa in prima squadra, pur senza essere mai stata utilizzata, da Jens Scheuer già dalla stagione precedente, il nuovo tecnico Alexander Straus decide di darle maggiore fiducia facendola debuttare già dalla 2ª giornata di campionato, debuttando così in Frauen-Bundesliga il 25 settembre 2022, sostituendo Carolin Simon all'84' della vittoria casalinga per 3-0 con il Werder Brema. Quattro giorni più tardi, il 29 settembre, ha esordito anche in UEFA Women's Champions League, nella partita di ritorno del secondo turno di qualificazione per l'edizione 2022-2023, rilevando Linda Dallmann all'86' nella vittoria per 3-1 sulle spagnole della Real Sociedad davanti al pubblico del FC Bayern Campus. Ha poi segnato il suo primo gol in Bundesliga il 30 ottobre 2022, nella vittoria interna sul Meppen della 6ª giornata, siglando all'82' la rete che fissa il risultato sul 3-1.

## Statistiche

### Presenze e reti nei club
Statistiche aggiornate al 30 agosto 2024.
| Stagione             | Squadra              | Campionato           | Campionato | Campionato | Coppe nazionali | Coppe nazionali | Coppe nazionali | Coppe continentali | Coppe continentali | Coppe continentali | Altre coppe | Altre coppe | Altre coppe | Totale | Totale |
| Stagione             | Squadra              | Comp                 | Pres       | Reti       | Comp            | Pres            | Reti            | Comp               | Pres               | Reti               | Comp        | Pres        | Reti        | Pres   | Reti   |
| -------------------- | -------------------- | -------------------- | ---------- | ---------- | --------------- | --------------- | --------------- | ------------------ | ------------------ | ------------------ | ----------- | ----------- | ----------- | ------ | ------ |
| 2021-2022            | Bayern Monaco        | BL                   | 0          | 0          | CG              | -               | -               | UWCL               | 0                  | 0                  | -           | -           | -           | 0      | 0      |
| 2022-2023            | Bayern Monaco        | BL                   | 13         | 2          | CG              | 2               | 0               | UWCL               | 8                  | 0                  | -           | -           | -           | 23     | 2      |
| 2023-2024            | Bayern Monaco        | BL                   | 8          | 0          | CG              | 2               | 0               | UWCL               | 4                  | 0                  | -           | -           | -           | 14     | 0      |
| 2024-2025            | Bayern Monaco        | BL                   | -          | -          | CG              | -               | -               | UWCL               | -                  | -                  | ST          | 1           | 0           | 1      | 0      |
| Totale Bayern Monaco | Totale Bayern Monaco | Totale Bayern Monaco | 21         | 2          | -               | 4               | 0               | -                  | 12                 | 0                  | -           | 1           | 0           | 38     | 2      |
| Totale carriera      | Totale carriera      | Totale carriera      | 21         | 2          | -               | 4               | 0               | -                  | 12                 | 0                  | -           | 1           | 0           | 38     | 2      |

## Palmarès

### Club
- Campionato tedesco: 2

Bayern Monaco: 2022-2023, 2023-2024
- Supercoppa di Germania: 1

Bayern Monaco: 2024